# تی‌بی‌ام-۹۱۰
تی‌بی‌ام-۹۱۰ (به انگلیسی: SOCATA_TBM) یک هواگرد ملخ‌پیشین تک‌موتوره از نوع ترابری تجاری و غیرنظامی ساخت شرکت DAHER-SOCATA است. هواگرد تی‌بی‌ام-۹۱۰ نخستین پروازش را در ۱۴ ژوئیه ۱۹۸۸ میلادی انجام داد. این هواگرد در سال ۱۹۹۰ میلادی رسماً معرفی گردید و در سال‌های 1988–تاکنون تولید شده‌است. در مجموع، تعداد 860 فروند از این هواگرد ساخته شده‌است.